# 奎閣 (金門縣)
奎閣，位於中華民國福建省金門縣金城鎮，1985年8月19日公告為三級古蹟，後來因為《文化資產保存法》修改而列縣定古蹟。奎閣由後浦人林斐章興建，鑑於入清後，金門地區從明「人丁不滿百，京官三十六」與「無地不開花，無金不成同」的文風鼎盛轉變為反映尙武風氣，改以武功揚名的「九里三提督，百步一總兵」，未延續明朝的文風宦績，而興建奎閣來振興金門文運。
2007年開始，金門縣文化局於每年5、6月考季來臨前會舉辦祭拜魁星的活動，一方面是活化古蹟，同時也符合奎閣的創建本意。

## 沿革
奎閣的倡建者林斐章之先人約是在康熙年間從福建永春遷來金門的商人，至林斐章時家境富有，因而能捐得例貢身分，此外他富而好義，於地方上有善行。他於1836年（道光十六年）捐銀千兩興建奎閣，希望能重振金門的文風，工程於兩年後（1838年）完工，同安縣金門分縣丞汪均遂因其義行而題立「振起斯文」匾。
奎閣落成後，曾於1955年（民國四十四年）與1963年（民國五十二年）重修，其中後者是在金門社教館倡議下，由菲律賓華僑林克凱（林斐章玄孫）出資，由當地紳耆組成重修委員會，並聘陳南山進行重修。該次重修並未動到大木結構，但拆除四周圍牆，並在部分屋面換上綠釉琉璃瓦，並重新泥塑和更換木門窗隔扇。之後在1985年（民國七十四年）及2000年（民國八十九年）又有重修。

## 建築
奎閣方位朝南偏東，是一棟二層三簷正六角形的木石結構樓閣，其造型其建築風格可能受到泉州晉江魁星樓影響。樓基為花崗石，一樓為檐廊形式，有六根花崗石圓柱，上接木柱，此外一樓的六面牆除大門外，均開有八角形竹節窗。二樓向內縮小，木柱之間有矮牆，而為了採光，二樓牆面以花格木條作成窗櫺。屋頂上鋪琉璃筒瓦，最頂端處置有一白色葫蘆。